# Джелинек, Отто
Отто Джон Джелинек (англ. Otto John Jelinek; род. 20 мая 1940 года в Праге, Протекторат Богемии и Моравии (современная Чехия)) — канадский фигурист, выступавший в парном катании. В паре с сестрой Марией Джелинек — чемпион мира и двукратный чемпион Канады. После завершения спортивной карьеры — политик и бизнесмен, государственный деятель (министр) в правительстве Б. Малруни. С 2013 года — посол Канады в Чехии.

## Карьера

### В спорте
Отто Джелинек родился в Праге, но в 1948 году в начале Холодной войны семья переехала в Канаду. Во время любительской карьеры паре было запрещено выступать в Чехословакии, но, несмотря на это они выступили на проводимом в их родном городе чемпионате мира 1962 года и выиграли чемпионский титул, после чего завершили карьеру.
После завершения любительской карьеры несколько сезонов выступали в шоу "Ice Capades".
В 1962 году вместе с сестрой был введён в Зал спортивной Славы Канады, в 1994 — в  Зал Славы фигурного катания Канады.

### В политике
1972—1993 — депутат Палаты общин Канады от прогрессивно-консервативной партии Канады. С 1988 года по 1989 был министром общественных работ, а с 1989 года по 1993 министром по налогам и сборам в правительствах Брайана Малруни. В настоящее время — посол Канады в Чехии.

### В бизнесе
- 1994-2007 — председатель Совета директоров отделения компании Deloitte Touche Tohmatsu в Центральной Европе.
- 2007-наст.вр. — председатель Совета директоров Colliers International в Центральной Европе.

## Результаты выступлений
| Соревнования/Год        | 1955 | 1956 | 1957 | 1958 | 1959 | 1960 | 1961 | 1962 |
| ----------------------- | ---- | ---- | ---- | ---- | ---- | ---- | ---- | ---- |
| Зимние Олимпийские игры |      |      |      |      |      | 4    |      |      |
| Чемпионат мира          |      |      | 3    | 3    | 4    | 2    |      | 1    |
| Чемпионат Канады        | 1 J. | 2    | 2    | 2    |      | 2    | 1    | 1    |

- J = юниорский уровень

## Семья
Женат, имеет двоих детей, которые родились в 1983 и 1988 годах.